# Marcelino Bispo de Melo
Marcelino Bispo de Melo (Murici, État d’Alagoas, 30 juin 1875 — Rio de Janeiro, 24 janvier 1898) était un soldat brésilien.
À l’instigation de certains éléments de la faction radicale au sein du mouvement républicain, il commit le 5 novembre 1897 un attentat — manqué, le coup de feu ne partant pas — contre le président Prudente de Morais ; lors du même incident, il poignarda mortellement le ministre brésilien de la Guerre (pt), le maréchal Carlos Machado Bittencourt, qui avait voulu s’interposer.

## Biographie
Marcelino Bispo de Melo naquit à Murici, dans le Nordeste brésilien, de parents  caboclos (métis de blanc et d’Indien) de bonne réputation, et faisait partie d’une fratrie de quatre enfants. Son père mourut des suites d’une chute de cheval alors que Marcelino avait six ans. Sa mère, réputée femme honnête, paisible et travailleuse, tint un petit commerce pour subvenir aux besoins du ménage. Marcelino apprit à lire et écrire à la maison et transmit ce savoir à son frère cadet.
À l’âge de quinze ans, soit sept ans avant son crime, il s’enfuit de la maison maternelle pour ne plus jamais y revenir. Il ne donna de ses nouvelles qu’à partir de 1895, lorsque, séjournant à São José da Lage, dans l’État d’Alagoas, où il travaillait dans les chemins de fer, il se mit à écrire des lettres à sa mère. Il travailla ensuite à Catende, dans l’État du Pernambouc, puis aux chemins de fer d’Alagoas. En 1895, après avoir été quelque temps membre de la police municipale de Recife, il s’engagea comme soldat dans le 2e bataillon de l’armée brésilienne. Du Pernambouc il fut muté vers le 33e bataillon, qui était cantonné dans la ville côtière de Maceió, dans l’État d’Alagoas, ville où il arriva en juin 1896 et où il sembla vouloir résider à demeure. Ce nonobstant, il vint à la capitale fédérale Rio de Janeiro en septembre 1896 avec son bataillon. 
Après l’attentat, le médecin légiste et chercheur de Salvador Raimundo Nina Rodrigues se chargea d’analyser le crime et, quoique Marcelino Bispo de Melo n’eût aucun antécédent judiciaire, s’employa à démontrer que son cas cadrait avec la théorie de la dégénérescence : Marcelino Bispo était, d’après Nina Rodrigues, un dégénéré violent, de la sous-catégorie des régicides ou magnicides.

## Attentat et mort

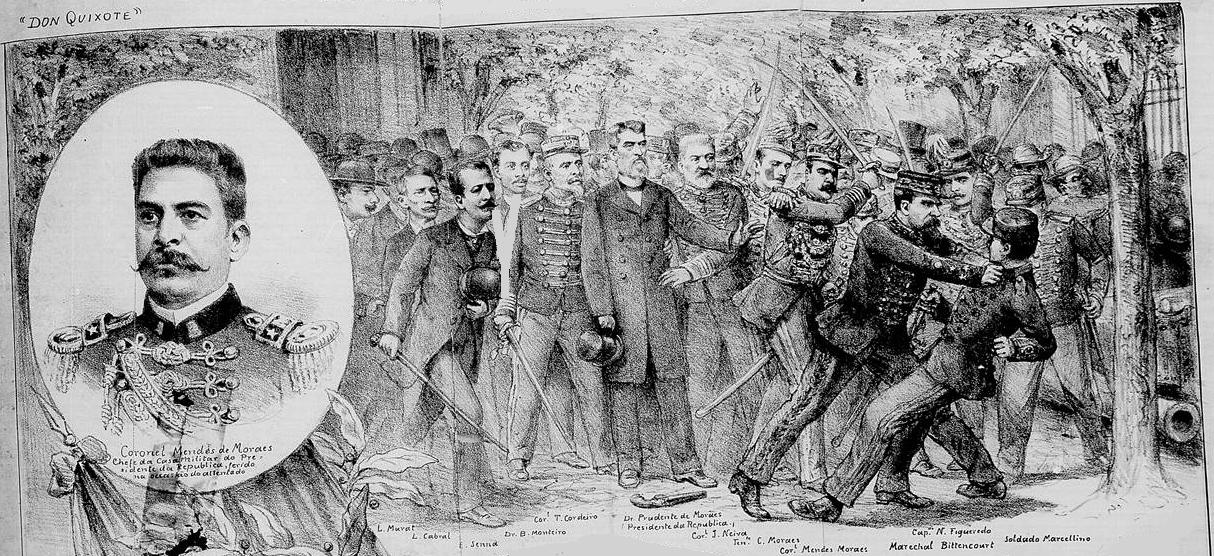
Le maréchal Bittencourt, s’interposant entre le président Prudente de Morais et l’assassin, l'anspessade Marcelino Bispo de Melo.

Le 5 novembre 1897, le président de la république Prudente de Morais fit son apparition à l’arsenal de guerre de Rio de Janeiro afin d’y accueillir les forces militaires victorieuses revenues de la guerre de Canudos, laquelle venait de se terminer dans l’État de la Bahia quelques semaines auparavant. Au cours de la cérémonie, en début de soirée, il fut pris pour cible par Marcellino Bispo de Mello, alors jeune anspeçada (grade en-dessous de caporal, dans l’armée brésilienne) du 10e bataillon d’infanterie, qui braqua dans sa direction un pistolet à deux canons.
Le coup toutefois ne partit point, laissant au maréchal Carlos Machado Bittencourt et à Luiz Mendes de Moraes, alors encore colonel, le temps d’intervenir, au péril de leur vie, pour protéger le président. Entre-temps cependant, le jeune soldat avait brandi un poignard et en frappa à plusieurs reprises le maréchal Bittencourt, qui succomba à ses blessures peu de temps après.
Marcelino Bispo de Melo, finalement maîtrisé et jeté en prison, fut retrouvé dans sa cellule deux mois et demi plus tard pendu avec un drap de lit. Quoique ce suicide compromît l’enquête judiciaire, l'instruction put néanmoins établir que Bispo de Melo n’avait été que l’instrument d’un conspiration politique, et permit de désigner le capitaine Deocleciano Martyr et José de Souza Velloso comme les instigateurs du crime.
Le premier nommé, le capitaine honoraire de l’armée Deocleciano Martyr, était considéré par ses contemporains comme l’activiste emblématique des républicains radicaux (les mal nommés jacobins) de la capitale fédérale, et redouté depuis longtemps pour ses attitudes immodérées, incitant notamment à la persécution des monarchistes et à la molestation des Portugais. Son hostilité à Prudente de Morais, qui s’était exacerbée en 1897, le porta à inciter implicitement les combattants volontaires et anciens combattants des bataillons patriotiques à fomenter un coup d’État. N’étant pas suivi, il se fit personnellement l’architecte principal du seul, parmi plusieurs autres projets d’attentat contre Prudente de Moraes — projets approuvés et appuyés stratégiquement par certains parlementaires en vue —, qui vînt à être mis en œuvre. À la suite de l’attentat manqué, dans lequel Bittencourt perdit la vie, Deocleciano Martyr fut condamné à trente ans d’emprisonnement, mais fut déjà remis en liberté en 1903. Le bataillon Tiradentes, dont il avait fait partie, fut dissous et la mouvance jacobine dispersée par le gouvernement, ce qui mit fin au jacobinismo dans son ensemble.